# Premyer Liqası 2008-2009
La Premyer Liqası 2008-2009 è stata la 17ª edizione del massimo campionato di calcio azero disputato tra il 9 agosto 2008 e il 17 maggio 2009 e concluso con la vittoria del FK Baku, al suo secondo titolo.
Capocannoniere del torneo fu Walter Guglielmone (İnter Baku) con 17 goal.

## Formula
Le squadre furono 14 e si incontrarono in un turno di andata e ritorno per un totale di 26 partite con le ultime due retrocesse in Birinci Divizionu.
Le squadre qualificate alle coppe europee furono quattro. La vincente fu ammessa alla UEFA Champions League 2009-2010, la seconda e la terza classificata alla UEFA Europa League 2009-2010 insieme alla vincitrice della coppa nazionale.
Durante la stagione la neopromossa NBC Salyan cambiò nome in Muğan Salyan.

## Classifica
|                        | Pos. | Squadra           | Pt | G  | V  | N | P  | GF | GS | DR  |
| ---------------------- | ---- | ----------------- | -- | -- | -- | - | -- | -- | -- | --- |
| Azerbaigian (bandiera) | 1.   | FK Baku           | 62 | 26 | 20 | 2 | 4  | 54 | 13 | +41 |
|                        | 2.   | İnter Baku        | 61 | 26 | 18 | 7 | 1  | 54 | 16 | +38 |
|                        | 3.   | Simurq            | 53 | 26 | 16 | 5 | 5  | 39 | 20 | +19 |
|                        | 4.   | Xəzər-Lənkəran    | 50 | 26 | 15 | 5 | 6  | 49 | 21 | +28 |
|                        | 5.   | Qarabağ           | 49 | 26 | 14 | 7 | 5  | 35 | 22 | +13 |
|                        | 6.   | Olimpik Baku      | 44 | 26 | 12 | 8 | 6  | 32 | 18 | +14 |
|                        | 7.   | Standard Sumqayıt | 39 | 26 | 12 | 3 | 11 | 30 | 31 | -1  |
|                        | 8.   | Neftçi Baku       | 36 | 26 | 9  | 9 | 8  | 30 | 21 | +9  |
|                        | 9.   | Karvan            | 34 | 26 | 10 | 4 | 12 | 28 | 33 | -5  |
|                        | 10.  | Qəbələ            | 33 | 26 | 9  | 6 | 11 | 28 | 21 | +7  |
|                        | 11.  | Turan Tovuz       | 20 | 26 | 5  | 5 | 16 | 19 | 45 | -26 |
|                        | 12.  | Muğan             | 14 | 26 | 4  | 2 | 20 | 19 | 53 | -34 |
|                        | 13.  | Bakılı Bakı       | 12 | 26 | 3  | 3 | 20 | 14 | 65 | -51 |
|                        | 14.  | MOİK Baku         | 15 | 26 | 1  | 2 | 23 | 12 | 64 | -52 |

Legenda:

      Campione d'Azerbaigian
      Qualificata alla UEFA Europa League
      Retrocessa in Birinci Divizionu
Note:

Tre punti a vittoria, uno a pareggio, zero a sconfitta.

## Verdetti
- Campione: FK Baku
- Qualificato alla UEFA Champions League: FK Baku (al primo turno preliminare)
- Qualificato alla UEFA Europa League: İnter Baku, FK Simurq Zaqatala, FK Karabakh
- Retrocessa in Birinci Divizionu: Bakili Baku, MOIK Baku